# 阿斯珀恩

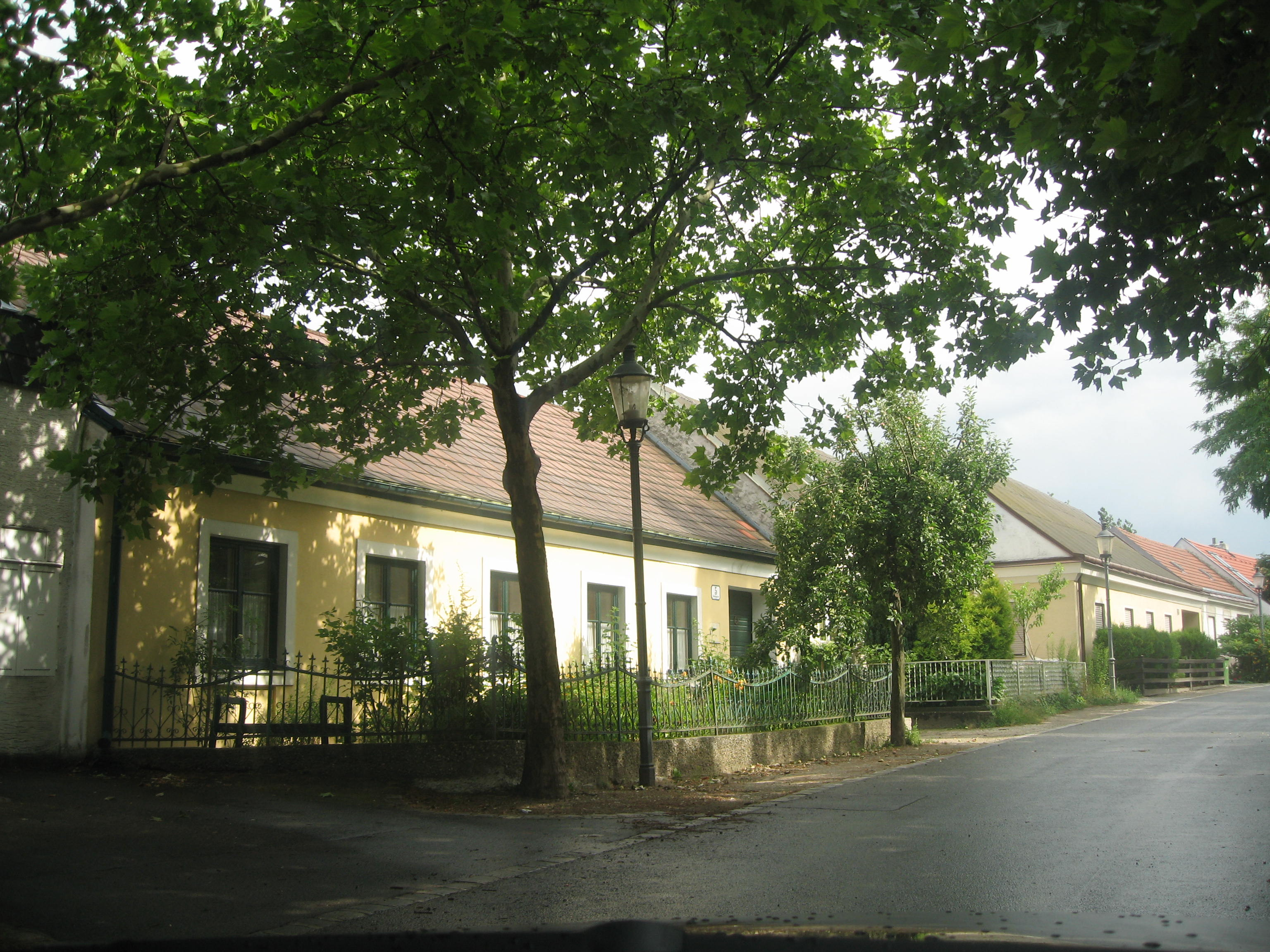
阿斯珀恩洛鮑巷（Lobaugasse）內的老宅群

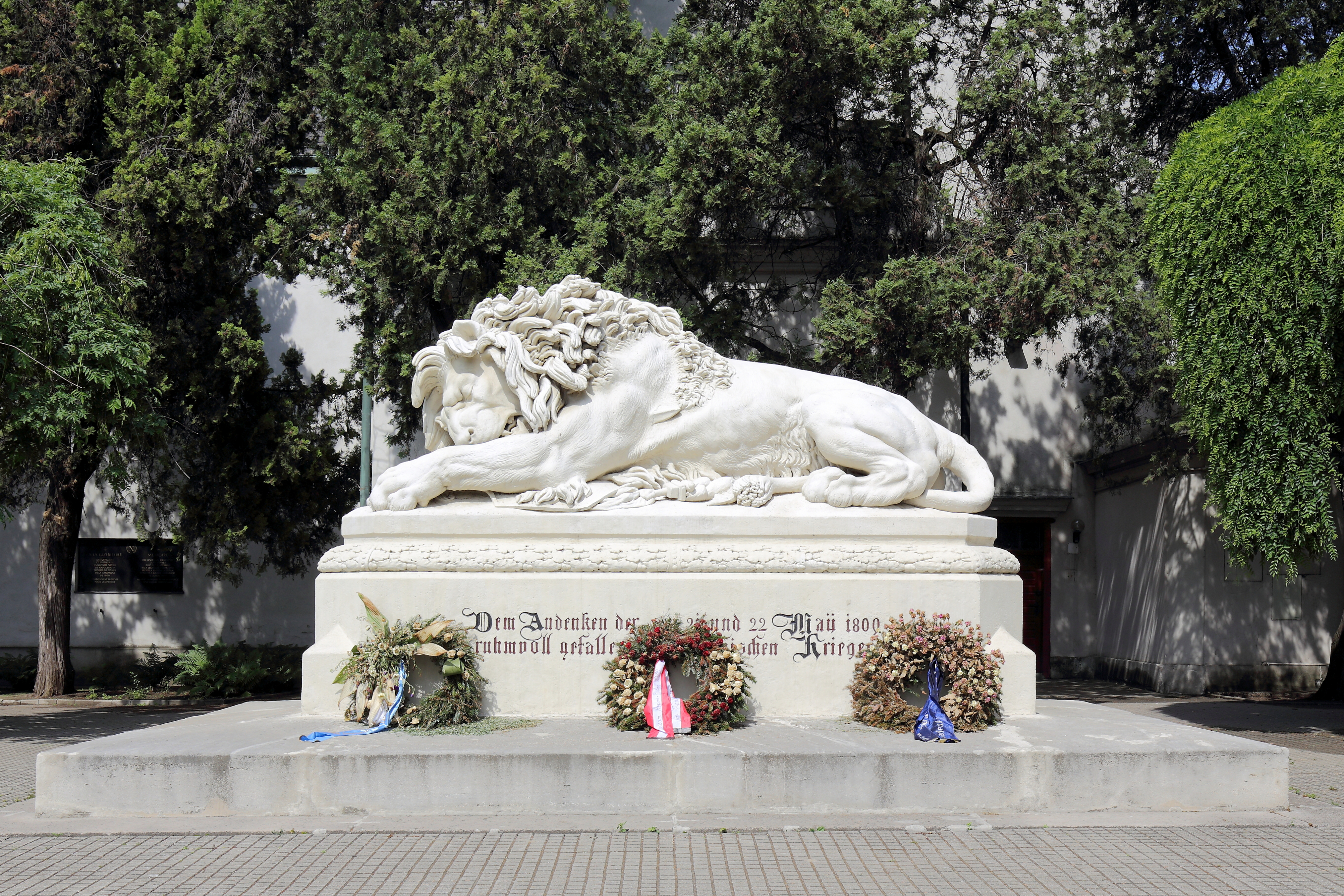
阿斯珀恩之虎

阿斯珀恩（德語發音：[ˈaspɐn] ⓘ）是維也納第22區多瑙城的一部份。

## 歷史
阿斯珀恩聞名於阿斯珀恩-埃斯靈戰役，法奧兩軍曾於1809年5月21日及5月22日在附近的鄰近洛鮑島交鋒。奧軍此戰在卡爾大公的帶領下，擊退了拿破崙的法軍；這也是法皇拿破崙崛起以來首場敗仗。1858年，當地人在聖馬汀教堂（St. Martin's Church）前立了一尊大型獅子石雕，紀念這場戰役和此戰因抵禦拿破崙而戰死的奧軍士兵。
1904年，原先是獨立村莊的阿斯珀恩被併入維也納的第21區（弗洛里茨多夫），直到1946年才改隸新建的第22區（多瑙城）。
1912年，阿斯珀恩機場落成，並作為民用與軍用航空中心至二戰。二戰後，曾一度作為蘇聯占領軍使用。1954年，阿斯珀恩機場的地位被施韋夏特的維也納國際機場取代 ，並於1977年關閉。1982年，維也納歐寶在機場原址的部分土地上建造了發動機和變速箱工廠。2004年，歐寶捐獻部分財產給克里斯托弗洛斯緊急直升機服務作起降基地，該服務自2017年4月5日起，在維也納第3區蘭德斯特拉塞提供。而機場原址的另一部份，現今則是奧地利另一家主要汽車俱樂部（ARBOE）的訓練設施。
2010年10月，維也納地鐵2號線阿斯珀恩延伸段通車。

## 河濱小城阿斯珀恩計畫
名為河濱小城阿斯珀恩（德語：Seestadt Aspern）的新城市計畫，將在人工湖周圍建設社區住宅、住宅合作社、商店和辦公室。維也納市政府試圖透過本計畫重新發展機場原址。維也納工業大學曾一度考量搬遷阿斯珀恩，但隨著該校教職員工與學生反彈後終止。

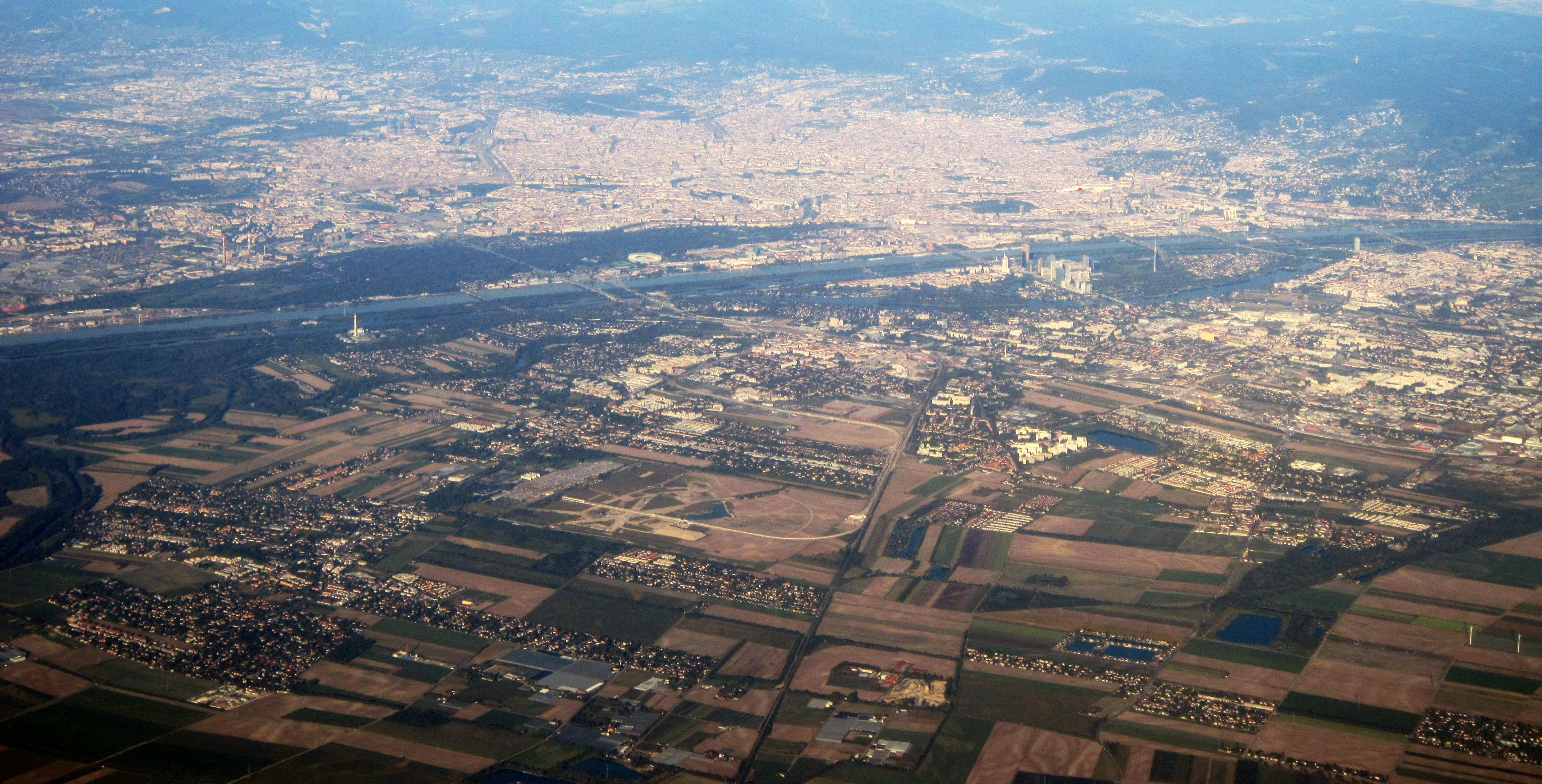
被阿斯珀恩及埃斯靈環繞的阿斯珀恩機場

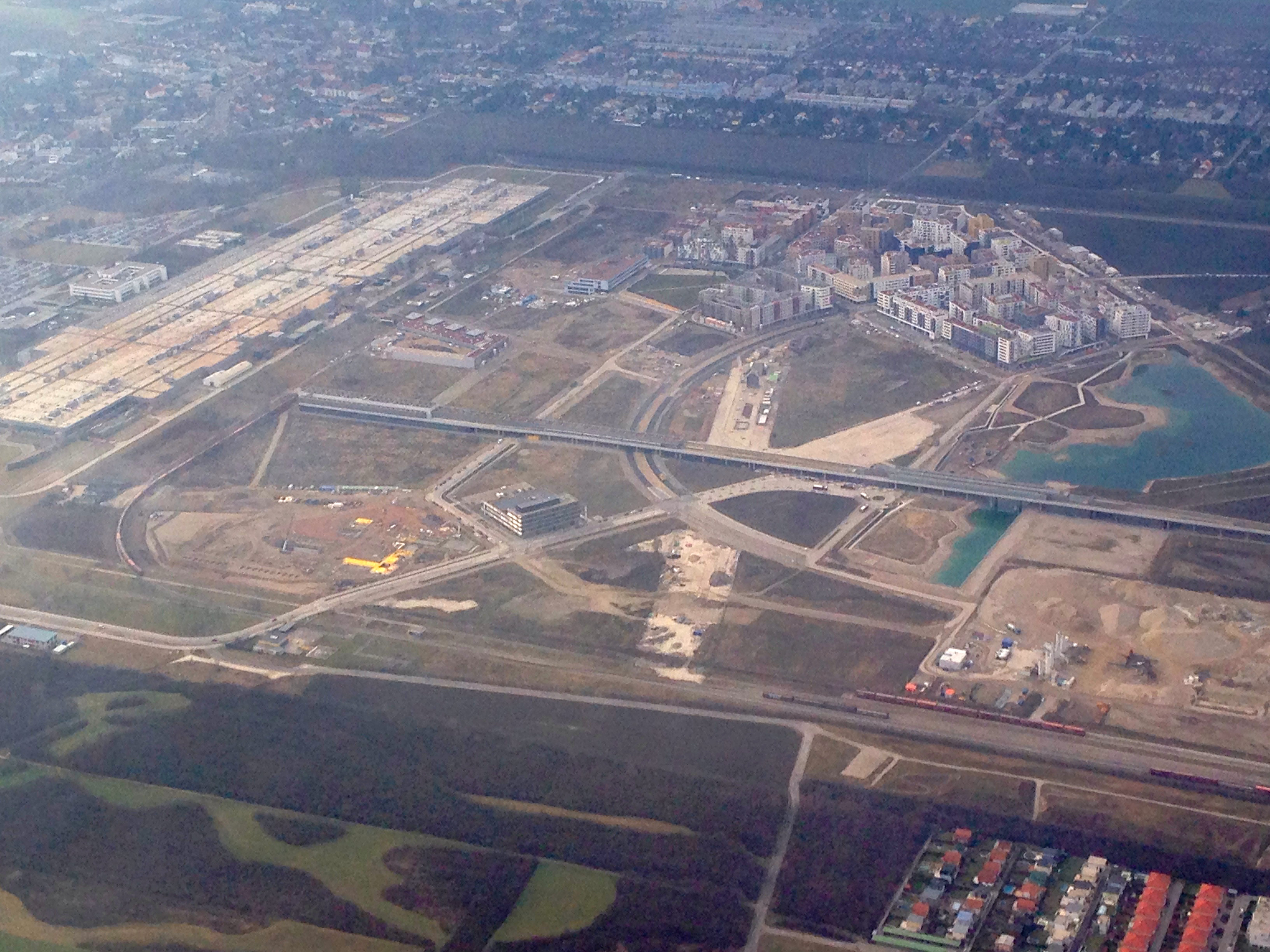
維也納歐寶與河濱小城

## 延伸閱讀
- Neillands, Robin. . Barnsley, South Yorkshire: Pen and Sword. 2003  [2021-05-07]. ISBN 978-0-85052-926-5. （原始内容存档于2022-02-13） （英语）.
- (PDF; 1,25 MB). Flughafen Wien AG: 80. 2005-01-20  [2014-12-28].

```
（
页面存档备份
，存于
）
```

## 外部連結
48°13′04″N 16°29′00″E / 48.21778°N 16.48333°E